# Mick Farren
Mick Farren, né le 3 septembre 1943 à Cheltenham dans le Gloucestershire et mort le 27 juillet 2013 à Londres (à 69 ans), est un journaliste, écrivain et chanteur britannique, associé au mouvement de la contre-culture et de la culture underground au Royaume-Uni. Il est connu pour être le chanteur et le fondateur du groupe de rock psychédélique The Deviants,.